# La Ferté-sous-Jouarre
La Ferté-sous-Jouarre è un comune francese di 9 181 abitanti situato nel dipartimento di Senna e Marna nella regione dell'Île-de-France.

## Società

### Evoluzione demografica
Abitanti censiti